# Lewis (Iowa)
Lewis è un comune degli Stati Uniti d'America, situato nello Stato dell'Iowa, nella contea di Cass.